# Morgenshtern
Aliszer Tagirowicz Morgenshtern (ros. Алише́р Таги́рович Моргенштéрн, urodzony jako Alisher Tagirowicz Walejew; 17 lutego 1998 w Ufie), znany szerzej jako Morgenshtern (stylizowane na MORGENSHTERN) – rosyjski raper, producent muzyczny i autor tekstów. Wcześniej był YouTuberem.

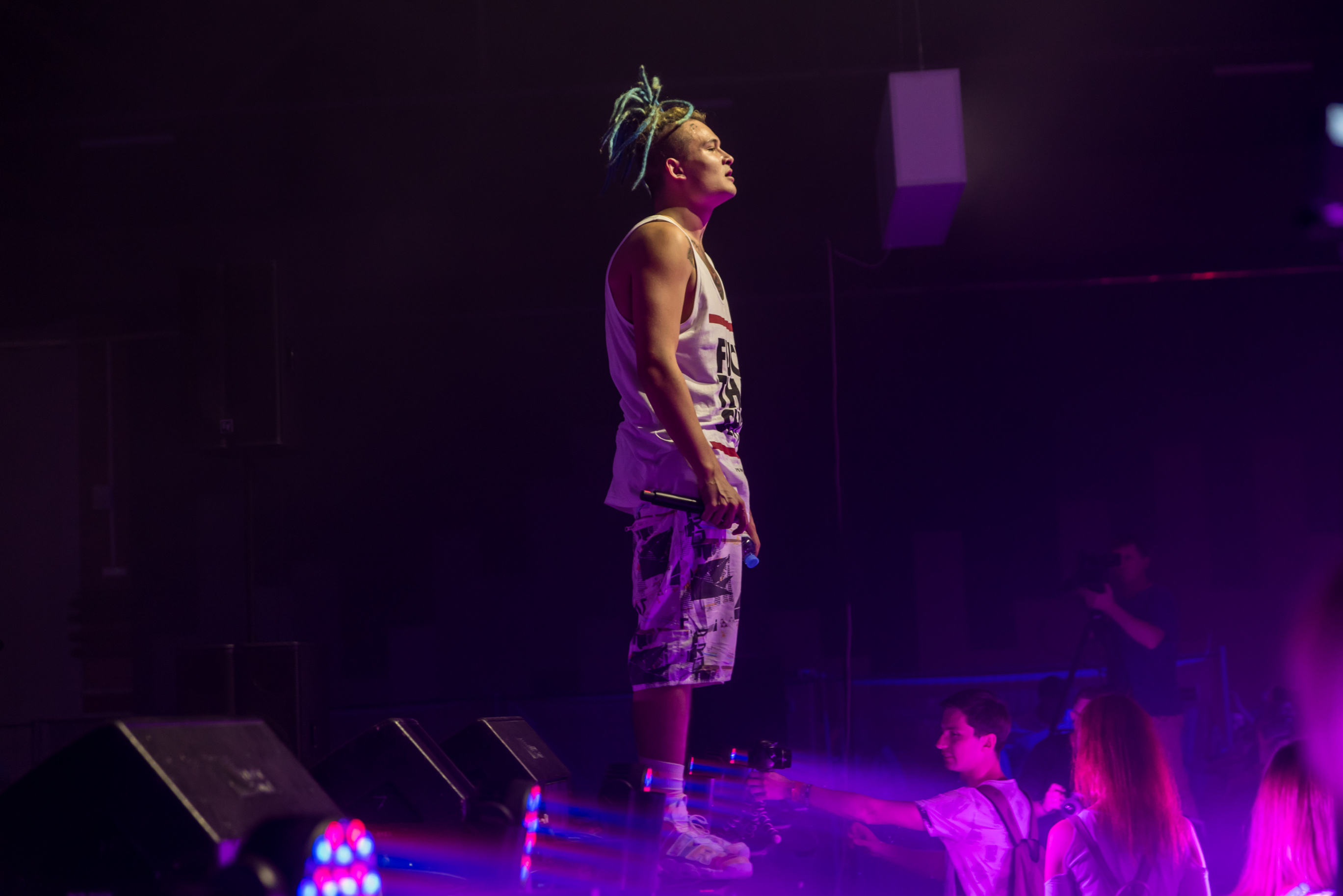
Morgenshtern podczas koncertu w 2018

## Życiorys

### Wczesne życie
Valeyev urodził się 17 lutego 1998 roku w Ufie. Jako nastolatek zmienił nazwisko na Morgenshtern. Jego matka pracowała w kwiaciarni. Jego rodzice rozwiedli się, a kiedy Aliszer skończył 11 lat, jego ojciec zmarł na marskość wątroby z powodu ciężkiego alkoholizmu.
Od dziecka interesował się muzyką. Gdy był nastolatkiem uwielbiał też jeździć na deskorolce. Swój pierwszy teledysk wydał w 2010 roku. Przez pewien czas studiował na uniwersytecie pedagogicznym, z którego został wydalony z powodu swojej działalności na YouTube. Później zaczął występować na ulicy oraz założył zespół rockowy MMD Crew. Współpracował też z rosyjskim raperem Face’em.
Stał się znany dzięki swojemu programowi na YouTube o nazwie „#EasyRap”.

### Kariera muzyczna
W dniu 17 lutego 2018 roku wydał swój pierwszy minialbum Hate Me. 2 września wydał singel „Vot Tak”. W dniu 12 października 2018 roku wydał debiutancki studyjny album „Do togo kak stal izvesten”.
4 stycznia 2019 wydał album „Ulybnis, durak!”. Krążek uplasował się na 1 pozycji na liście przebojów rosyjskiego iTunes oraz 9 na liście Apple Music. 30 sierpnia 2019 wydał utwór „Noviy Merin”. 15 listopada 2019 wydał utwór „Mne Pokh” we współpracy z rosyjską piosenkarką Klavą Koką. Singel dotarł na szczyt listy notowań YouTube oraz Radio & YouTube na Ukrainie, listy AirPlay w Rosji oraz YouTube we Wspólnocie Niepodległych Państw. 20 grudnia 2019 wydał utwór „Yung Hefner”.
17 stycznia 2020 wydał album „Legendarnaya pyl”, który został nagrany w ciągu tygodnia. Album stał się największym sukcesem w karierze Morgenshterna, zdobywając milion odtworzeń na VK w ciągu pierwszej pół godziny od wydania i pięć milionów odtworzeń w jedenaście godzin. W ciągu pierwszych dwóch dni po premierze album został przesłuchany na VK ponad 21 milionów razy, co jest rekordem na tej platformie. Krążek uplasował się na 12 miejscu na liście przebojów w Estonii, 10 na Łotwie oraz 71 na Litwie. W dniu 30 stycznia 2020 roku był gościem w programie Evening Urgant.
5 marca 2020 wydał utwór „Malyszka”, współpracując z rosyjskim muzykiem Sharlot. 5 czerwca 2020 wydał utwór pt. „Pososi”. Oficjalny teledysk do utworu, stał się najbardziej krytykowanym (największa ilość ocen negatywnych; łapek w dół) filmem na YouTube w Rosji. W dniu 9 czerwca 2020 wydał utwór „Cadillac”, we współpracy z raperem Ełdżejem. Singel znalazł się na 4 i 37 miejscu na listach w Estonii i Litwie. 31 lipca 2020 roku wydał utwór „ICE”, który stał się virallem na platformie TikTok. 4 września wydał kolejny singel z Ełdżejem „Lollipop”. 18 września wraz z raperem Timati wydał utwór „El Problemá”. Singel znalazł się na 74 pozycji na liście przebojów na Litwie. Teledysk do piosenki został wyświetlony ponad 100 milionów razy. W dniu 3 listopada 2020 r. Morgenshtern, okrzyknięty jako najbardziej udany rosyjski showman i artysta 2020 roku udzielił wywiadu dla Jurij Dud´. Wywiad trwał prawie trzy godziny. 13 listopada we współpracy z amerykańskim raperem Lil Pumpem opublikował singel „Watafuk?!”. Singel dotarł do wielu list przebojów Apple Music w różnych krajach, 1 miejsce zajął m.in. w Estonii, Rosji czy na Ukrainie. W Polsce osiągnął pozycję 48. 27 listopada opublikował singel „Klip za 10 lyamov”. Teledysk do piosenki promował Alfa-Bank. 28 grudnia ukazał się singel „Cristal & МОЁТ”, piosenka była numer jeden na listach Top Radio & YouTube Hits i Top YouTube Hits w Rosji. W Polsce utwór ukazał się na 24 miejscu na liście Apple Music. 19 marca 2021 roku wydał utwór „Family” wraz z Yung Trappa. 6 maja ukazała się piosenka „Dulo”. Utwór znalazł się na 16 miejscu na Top YouTube Hits. 29 kwietnia zremixował utwór „LECK” kazachskiego producenta Imanbeka i amerykańskiego rapera Fetty Wapa. 20 maja wydał kolejny album studyjny Million Dollar: Happiness. Album osiągnął 12 pozycję na Litewskiej liście przebojów. 27 maja ukazała się kontynuacja projektu o nazwie; Million Dollar: Business. Album znajdował się na 7 miejscu na Litwie. W lipcu 2021 roku Spotify ogłosiło, że Morgenshtern jest najczęściej słuchanym artystą z Rosji w historii serwisu. 23 listopada 2021 przewodniczący Komitetu Śledczego Rosji Aleksander Bastrykin oświadczył, że Morgenshtern „sprzedawał narkotyki w mediach społecznościowych”. Wkrótce potem raper wyjechał za granicę, a wszystkie jego wcześniej zaplanowane koncerty w Rosji zostały odwołane. 10 grudnia wydał singel „Domoy” opowiadający o jego wyjeździe z Rosji do Zjednoczonych Emiratów Arabskich. 14 stycznia 2022 wydał singel „Pochemu?”.

## Biznes
W 2020 roku Morgenshtern ogłosił plan otwarcia restauracji w Moskwie. 25 czerwca 2020 roku Morgenshtern i Eduard Popov, lepiej znany pod pseudonimem „Janis Grek” i jeden z członków kanału YouTube „Team A”, zarejestrowali prywatną spółkę z ograniczoną odpowiedzialnością o nazwie „Kaif”. 26 października w biurowcu na parterze przy Bolszaja Dmitrowce otworzył restaurację Kaif Provenance.
W marcu 2021 roku Morgenshtern został mianowany „dyrektorem ds. Młodzieży” w Alfa-Banku.

### Filantropia
W kwietniu 2021 Morgenstern przesłał darowiznę na fundusz pomocy sierotom „Our Children” w Baszkirii. Organizacja oznajmiła, że muzyk wysłał łącznie 666 666 rubli, co było największą wpłatą na rzecz organizacji pozarządowej od osoby prywatnej.

## Życie prywatne
Od  2021 w związku małżeńskim z Diliarą Zinatulliną.

### Kontrowersje
W 2021 FAS wszczął sprawę przeciwko Morgensternowi i Alfa-Bankowi z powodu teledysku do utworu „Klip za 10 lyamov”. Organizacja była oburzona kilkoma czynnikami; w filmie raper spożywa alkohol oraz namawia nastolatków do utworzenia konta i karty bankowej, w teledysku pojawiły się też skąpą ubrane aktorki mające reprezentować pracowników banku. Morgenstern dodatkowo w filmie trzymał między piersiami jednej z kobiet kartę kredytową i pokazał środkowy palec.

## Dyskografia

### Albumy studyjne
- Do togo kak stal izvesten (2018)
- Ulybnis, durak! (2019)
- Legendarnaya pyl (2020)
- Million Dollar: Happiness (2021)
- Million Dollar: Business (2021)
- LAST ONE (2022)

### EP
- Hate Me (2018)
- Alisher (2025)

### Single
- Kopy na khvoste (z TIMURKA BITS) (2018)
- Vot Tak (2018)
- Otpuskayu (2018)
- TURN IT ON! (z PALC) (2019)
- Guerra (2019)
- Noviy Merin (2019)
- Igrovoy computer (z EQT_ALBERT) (2019)
- Mne Pokh (z Klava Coka) (2019)
- Yung Hefner (2019)
- Mne Pokh (Acoustic Version) (z Klava Coka) (2020)
- Malyshka (2020)
- Pososi (2020)
- Cadillac (z Ełdżej) (2020)
- Cadillac (Remix Pack) (z Ełdżej) (2020)
- ICE (2020)
- Lollipop (z Ełdżej) (2020)
- El Problemá (z Timati) (2020)
- WATAFUK?! (z Lil Pump) (2020)
- Klip za 10 lyamov (2020)
- Cristal & МОЁТ (2020)
- Degenerat Deluxe (z Dzharakhov) (2021)
- Rozovoe Vino 2 (z Yung Trappa) (2021)
- Family (z Yung Trappa) (2021)
- Novaya Volna (z DJ Smash) (2021)
- Leck (z Imanbek i Fetty Wap, gościnnie: KDDK) (2021)
- Dulo (2021)
- Cristal & Mоёt (Remix) (z SODA LUV i OG Buda, gościnnie: blago white and MAYOT) (2021)
- Show (2021)
- Ya ne znayu (ze Slava Marlow) (2021)
- Domoy (2021)
- Pochemu? (2022)
- 12 (2022)
- C'est la vie (2022)
- Nomer (2022)

## Nagrody
| Rok  | Nagroda                    | Nominacja    | Przypis       |
| ---- | -------------------------- | ------------ | ------------- |
| 2020 | Topical Style Awards 2020  | Kobieta roku | [ 62 ]        |
| 2020 | GQ Person of the Year 2020 | Muzyk roku   | [ 63 ] [ 64 ] |